# Obertshausen
Obertshausen è un comune tedesco di 25 307 abitanti, situato nel land dell'Assia.